# Paul Dixon (musicien)
Pour les articles homonymes, voir Paul Dixon et Fyfe.
Paul Dixon (connu sous le nom de David's Lyre, puis Fyfe) est un musicien britannique d'origine écossaise né le 8 août 1989 à Londres.

## Biographie
Actif de 2010 à 2012 sous le nom de scène de David's Lyre, puis sous celui de Fyfe depuis cette date, Paul Dixon se fait remarquer par son titre Solace en 2013.

## Discographie

### Singles
- Tear Them Down (6 septembre 2010)
- In Arms, remixé par Morgan Geist et The 2 Bears (Hideout, 20 juin 2011)[1]
- Solace (janvier 2013)[2]
- St Tropez (février 2013)[3]
- Conversations (juin 2013)[3]
- For You (juillet 2014)[4]
- Holding On (octobre 2014)[5]

### EPs
- In Arms (Mercury, 21 février 2011)
- Solace (8 avril 2013)[6]

### Albums
- Picture of Our Youth (13 février 2012)
- Control (sous le nom de Fyfe) (9 mars 2015)
- The Space Between (sous le nom de Fyfe) (9 juin 2017)